# Jan Kieżgajło
Jan Kieżgajło herbu Zadora (zm. 1485) – kasztelan wileński od 1478, trocki od 1477, starosta generalny żmudzki od 1451. 

## Życiorys
W 1452 uderzył na okolice Kłajpedy, jesienią 1453 odciął Prusy od Inflant, czym polepszył sytuację strategiczną państwa polsko-litewskiego przed nadciągającą wojną trzynastoletnią z zakonem krzyżackim. 
Jego ojcem był Kieżgajło Wolimuntowicz. Jego braćmi byli: Michał Kieżgajło, Dobiesław Kieżgajło, Piotr Kieżgajło.
Jego synem był Stanisław Janowicz Kieżgajło.